# 1990년대 홍콩
1990년대의 홍콩은 홍콩의 영국 식민 통치의 전환기이자 마지막 10년을 기록했다.

## 배경
1984년 홍콩 반환 협정은 영국에서 중화인민공화국(PRC)으로의 주권 이양을 촉진할 일련의 변화를 위한 길을 열었다. 1992년 7월, 크리스 패튼이 마지막 영국 홍콩 총독으로 임명되었다. 전임자들인 에드워드 유드 경과 데이비드 윌슨 경과는 대조적으로, 패튼은 홍콩이나 중국에 대한 경험이 거의 없었고 표준 중국어나 광둥어를 구사하지 못했다. 이 10년은 본질적으로 홍콩 반환이라는 정치적 배경에 지배되었다.

## 정치

### 반환

영국 통치 하의 홍콩 기

1989년 천안문 사건 이후, 시민들은 중국 정부가 홍콩 반환 후 자율성에 대한 약속을 지키지 않을 것이라고 우려했다. 그 결과, 1997년까지 다양한 중재 조치가 이루어졌다. 홍콩 기본법은 1990년 4월 4일 미니 헌법으로 비준되었다. 친베이징 진영은 기본법을 중화인민공화국에 존재했던 가장 민주적인 법률 시스템이라며 환영했다. 친민주 진영은 충분히 민주적이지 않다고 비판했다. 패튼은 입법자와 시 공무원의 선거 과정에 영향을 미치는 일련의 조치를 통해 홍콩의 민주주의 증진을 강조했다. 1994년, 중화인민공화국은 (입법회)를 "임시 입법회"로 대체할 것이라고 발표했다. 1995년, 입법회가 통과되었고 민주당은 임시 입법회를 불법이라고 비난했다. 임시 입법회는 반환 전 선전시에서 운영되었다.

홍콩 특별행정구 기

1997년 7월 1일 자정, 1997년 홍콩 반환식이 완자이 북부의 홍콩 컨벤션 센터 신관에서 열렸다. 영국의 국기와 왕령 식민지 기가 내려졌다. 홍콩 특별행정구 기와 중화인민공화국 기가 게양되었다. 이는 영국 식민 통치에서 중국 통치로 홍콩의 주권 이양을 의미했다. 의식에 참여한 손님으로는 웨일스 공 (현 찰스 3세), 영국 총리 토니 블레어, 중국공산당 중앙위원회 총서기 및 중화인민공화국 주석 장쩌민, 중화인민공화국 국무원 총리 리펑, 영국이 임명한 마지막 홍콩 총독 크리스 패튼, 그리고 베이징이 통제하는 선거로 선출된 초대 홍콩의 행정장관 둥젠화가 포함되었다.
중국 공산주의자들은 홍콩의 반환을 중화인민공화국이 강대국으로 부상하는 핵심적인 순간으로 묘사했다.(p. 51)

## 인구 통계

### 인구
1995년과 1999년 홍콩의 인구는 각각 630만 명과 690만 명이었다. 1993년 중국 본토에서 온 불법 이민자 총 44,000명이 체포되어 추방되었으며, 1년 후 이 숫자는 35,500명으로 줄었다. 홍콩의 출산율 또한 1996년 인구 1,000명당 5.1명으로 감소하여 세계 최저 수준이 되었다.
반환과 경제 위기로 인한 불확실성에도 불구하고, 1990년대 홍콩의 인구는 여전히 증가했다. 1990년 홍콩에는 약 570만 명의 사람들이 있었다. 1996년까지 50만 명의 인구 증가가 나타났다. 1990년부터 1996년까지 자연 증가는 감소했지만, 이주로 인한 성장률은 상승했다. 이는 인구 증가의 대부분이 주로 중국 본토에서의 이주로 인한 것임을 나타낸다. 그러나 홍콩 사람들의 거의 95%는 여전히 광둥어 외에 하카어와 차오저우어 등 다양한 민족 집단을 포함한 중국인이었다.

### 이민
1990년, 이주자 유출은 62,000명에 달했는데, 이는 인구의 약 1%에 해당한다. 이민율은 1992년에 66,000명으로 정점을 찍었고, 1993년에 53,000명, 1994년에 62,000명으로 이어졌다. 그 결과 홍콩에서 캐나다로 직접 유입된 자금은 약 42억 미국 달러로 추정된다. 쇼 가문과 같은 많은 저명한 홍콩 거물들은 반환 후 경제에 대한 부정적인 영향에 대한 두려움으로 홍콩을 떠났다. 많은 홍콩 시민들은 영국 시민권 선정 계획을 통해 영국으로 이민했다. 비슷한 수의 가족들이 호주, 캐나다, 미국으로 이주했다.

### 대규모 이주 물결
1990년대 내내 홍콩에서는 1997년 영국 정부에서 중화인민공화국으로의 반환에 대한 우려 때문에 대규모 이주 물결이 있었다. 반환 전 홍콩은 '영국령 홍콩'으로 식별되었고 1842년부터 영국 정부에 의해 통치되었다. 1984년 영국 정부와 중국 정부는 홍콩의 임대가 끝나는 1997년에 통제를 이양하겠다는 '홍콩 반환 협정'을 체결했다. 그 대가로 중국 정부는 '일국양제' 방식을 사용하여 홍콩의 기존 정부 구조를 유지하기로 합의했다. 웡의 조사에 따르면, 1990년에는 홍콩 이민자가 60,000명 이상으로 전체 인구의 1%를 차지했으며, 설문조사 응답자의 거의 절반이 1997년까지 홍콩을 떠나고 싶다는 강한 의사를 표명했다.

### 외국인 가사 도우미
1980년대 후반부터 1990년대까지 홍콩의 통화는 안정되었다. 필리핀 페소의 가치는 1984년 17페소에서 1993년 30페소 = 1 미국 달러로 꾸준히 하락했다. 이로 인해 "메이드 투 오더" 서비스 하에 더 높은 급여를 찾아 홍콩으로 가는 필리핀 노동자의 수가 급증했다. 외국인 노동자의 수는 1987년 9,000명에서 1992년 28,000명, 1993년 32,000명으로 증가했다. 필리핀 출신 여성이 대다수를 차지하며 인도네시아와 태국 출신도 상당수였다. "페이융"(菲傭)이라는 용어는 가사 도우미와 관련이 깊어졌다.
가사 도우미가 필요한 가정은 일반적으로 부모 모두가 전일제 직업을 가지고 있다. 1993년에는 가구가 HKD 15,000달러의 합산 소득을 가지고 있어야 했다. 외국인 노동자들은 본질적으로 요리, 다림질, 청소, 그리고 가정 내의 어린이나 노인 돌봄 등 모든 가사 업무를 담당했다. 대부분의 가정은 12세 미만의 자녀 1명을 포함하여 4~5명의 구성원을 가지고 있었고, 일부는 65세 이상의 노인을 포함했다. 노동자 고용은 여러 사회적 논쟁을 불러일으켰다. 노동자의 관점에서는 불공정한 대우, 차별, 낮은 임금 등의 문제가 제기되었다. 가족의 관점에서는 사생활 침해부터 학대 유형의 사례까지 문제가 제기되었다. 신문, 라디오, TV 방송은 수많은 경우에 이 주제를 다루었다. 논란을 일으키기 위해 언론은 종종 전통적인 아마 중국인 하인이 우월한 노동자라고 주장했다.

## 문화

### 음악
장국영은 80년대와 90년대 홍콩 음악 산업을 지배했다. 그는 1977년 아시안 싱잉 콘테스트에서 준우승을 차지하며 가수 경력을 시작했고 폴리도르 레코드와 계약했다. 그의 초기 경력은 성공적이지 못했다. 첫 공개 공연에서 야유를 받았고 첫 세 음반 판매가 부진하여 폴리도르 레코드와의 계약이 해지되었다. 80년대 초, 가수 허관걸과 나문은 1983년 가장 상징적인 노래 "바람이 불어온다(The Wind Blows On)"를 시작으로 장국영이 음악 경력을 발전시키는 데 도움을 주면서 광둥어 대중음악 산업의 황금기를 열었다. 이후 그는 수십 개의 플래티넘 판매 음반을 포함하여 40개 이상의 음반을 발매했으며, 90년대 초 홍콩 콜리세움에서 33회 연속 매진 공연을 펼쳤다.
홍콩 음악 산업도 1990년대에 전성기를 맞았다. 장국영이 점차 음악 산업에서 물러난 후, 이 산업은 본질적으로 사대천왕: 곽부성, 장학우, 유덕화, 여명 (배우)이 TV, 영화, 광고, 잡지를 포함하여 지배했다. 경력 초기에 장학우와 여명은 일본 멜로디의 노래를 불렀지만, 1990년대 초중반에는 지역 음악의 독창성에 대한 대중의 요구가 거세졌다. 1993년, 라디오 방송사 상업라디오는 지역 작곡가들이 직접 가사를 쓰도록 장려하기 위해 지역에서 작곡된 음악만 틀겠다고 발표했다. 1989년, 전체 음악 산업의 연간 음반 판매액은 약 25억 홍콩 달러였다. 이는 1990년대 음악 산업 시장이 얼마나 컸는지를 보여준다. 마크 루이는 1990년대 후반 인기 작곡가였다.
장학우는 4명 중 가장 성공한 아티스트였다. 그는 1984년 제18회 홍콩 지구 아마추어 노래 경연 대회에서 우승하며 가수 경력을 시작했다. 이후 그는 IFPI 골드 디스크 어워드 2개와 IFPI 플래티넘 디스크 어워드 8개를 수상했다. 또한 그는 1988년 제8회 홍콩 영화 금상장에서 최우수 남우조연상, 1990년 금마장 최우수 남우조연상 등 연기 부문에서도 많은 상을 수상했다. 그의 유명한 노래 중 일부는 "You Will Always Be My Love", "Love You More Each Day", "Breaking Up in the Rain"이다.
유덕화는 1981년 TVB의 연기자 훈련 프로그램에 참여하며 경력을 시작했고, 그의 가장 유명한 앨범 중 하나인 "Would It Be Possible"을 발표하여 1990년 홍콩라디오텔레비전에서 10대 골드 송 상을 수상했다. 이후 유덕화는 2007년까지 매년 최소 1개의 홍콩라디오텔레비전 상을 수상하며 최다 수상 기록으로 기네스 세계 기록을 세웠다. 그의 경력 전반에 걸쳐 60개 이상의 앨범을 발표했다.
곽부성은 유덕화와 비슷하게 1984년 TVB의 댄서 연습생으로 시작했다. 그는 이후 TVB의 배우가 되었고 1990년 대만 오토바이 TV 시리즈에 출연한 후 유명해졌다. 그는 같은 해 대만에서 첫 만다팝 앨범인 "Loving You Endlessly"를 발매하여 아시아 전역에서 100만 장 이상 판매되었다. 첫 앨범 이후 그는 두 개의 광둥어 대중음악 앨범을 더 발표하여 1991년 홍콩라디오텔레비전 10대 골드 송 어워드에서 최우수 신인 골드상을 수상했다. 다른 사천왕 세 명과는 달리, 곽부성은 광둥어 대중음악뿐만 아니라 만다팝에도 많은 기여를 했다. 곽부성의 다른 중요한 성과는 1997년 제이드 솔리드 골드 최우수 가수상을 수상하고 1998년 상업 라디오 연례 시상식에서 최우수 남성 가수 골드상을 수상한 것이다.
여명은 1986년 신인 가요제에서 3등을 차지하고 폴리그램과 계약하며 가수 경력을 시작했다. 그의 첫 앨범은 그의 이름을 따서 "Leon"으로 명명되었고 성공적인 판매를 기록했다. 또 다른 중요한 성과는 1993년 앨범 "Summer Love"로, 1993년 TVB의 제이드 솔리드 골드에서 가장 인기 있는 남성 가수상을 수상했다. 그는 또한 통신 거물 허치슨 텔레콤이 주최한 광고 캠페인의 가장 큰 스타 중 한 명이었다. 다른 중요한 상으로는 1991년부터 1994년까지 상업 라디오 연례 시상식에서 최우수 남성 가수 동상을 수상했으며, 1996년에는 최우수 남성 가수 골드상을 수상했다.

### 엔터테인먼트
1990년대 초반, 연예 산업은 대만과 중국 본토와 점점 더 연계되었다. 특히 고대 중국을 주제로 한 수많은 텔레비전 드라마 시리즈는 1990년대 초부터 대만과 중국 본토에서 수입되었는데, TVB가 대만에서 수입한 포청천과 ATV의 홈 채널이 중국 본토에서 수입한 삼국연의가 대표적이며, 이 두 드라마는 방송 당시 매우 성공하여 이 지역에서 많은 논의를 불러일으켰다. 또 다른 성공적인 예는 대만-본토 합작 텔레비전 드라마인 황제의 딸이다. 이 쇼는 1999년 ATV의 홈 채널에서 홍콩에서 방송되었고 전 세계 화교들 사이에서 인기를 얻었다. 인기 있는 본토 팝 스타의 또 다른 예는 왕페이 (가수)이다. 그녀는 베이징에서 태어나 광둥어로 노래를 시작했지만, 경력이 성장하면서 만다린어와 광둥어 모두로 노래했다.

### 외국 문화
1990년대 초반, 일본 문화는 음악과 연기를 포함한 대중문화를 통해 홍콩 문화에 상당한 영향을 미쳤다. 일본의 많은 연예 기획사들은 홍콩에서 사업을 확장했는데, 주로 일본 문화, 요리, 생활 방식에 사로잡힌 중산층과 십대들을 대상으로 했고, 그 결과 홍콩은 일본 문화 수출의 주요 장소 중 하나가 되었다. 성공적인 마케팅 방식과 에이전트의 홍보 효과는 1990년대 홍콩에서 일본 문화가 엄청난 인기를 얻는 데 기여한 두 가지 주요 요인이다.
일본 문화 외에도 영국 문화는 홍콩 문화의 큰 부분을 차지했다. 홍콩은 식민지 시대에 156년 동안 영국 정부의 통치를 받았다. 영국은 식습관, 건축, 정부 시스템, 교육 등 다양한 문화를 홍콩으로 가져왔다. 위에서 언급된 모든 문화는 법률 시스템과 오래된 건물과 같이 오늘날의 홍콩에서도 여전히 볼 수 있다. 이는 또한 영국 문화의 영향을 크게 받은 홍콩 사람들의 독특한 특성으로 이어진다.

### 영화
홍콩 영화 산업은 1990년대에 연간 약 200편의 영화를 기록하며 황금기를 맞이했다. 대표적인 감독은 왕자웨이였는데, 그는 홍콩 영화 산업의 성공에 큰 기여를 했다. 그는 전 세계적으로 여러 상을 수상하고 후보에 올랐다. 예를 들어, '중경삼림'은 1995년 홍콩 영화 금상장을 수상했고, 칸 영화제에서 최우수 감독상을 수상했다. 왕 감독의 영화는 BBC 컬처의 위대한 외국어 영화 100편 목록에도 올랐는데, '해피 투게더'(1997)가 71위, '중경삼림'(1994)이 56위, '화양연화'(2000)가 9위였다.
주성치는 홍콩 영화 산업의 또 다른 아이콘이다. 그는 홍콩의 "코미디의 왕"으로 불려왔다. 그는 1981년 TV 시리즈 배우로 경력을 시작했으며, 1988년 영화 배우로 전향하여 그의 첫 영화인 "파이널 저스티스 (1988년 영화)"로 큰 성공을 거두었다. 그는 제25회 금마장에서 최우수 남우조연상을 수상했다. 그가 창안한 인기 문화인 "모레이타우"는 일부 무의미한 유머이며, 1990년대 홍콩 영화의 대부분이 이러한 요소를 포함했다. 주성치의 1990년대 유명 영화 중 일부는 1990년 도박 코미디 "도성", 1991년 갱스터 코미디 "도학위룡", 1992년 액션 코미디 "주성치의 심사관"이다.
음악 산업에 기여했을 뿐만 아니라 장국영은 90년대에 왕자웨이와 주성치와 같은 유명 감독 및 배우와 협력하여 여러 영화에 출연했다. 1990년대 내내 장국영과 왕자웨이는 장국영이 제10회 홍콩 영화 금상장에서 최우수 남우주연상을 수상한 "아비정전", 장국영이 1995년 홍콩 영화 평론가 협회상에서 최우수 남우주연상을 수상한 "동사서독", 그리고 장국영이 제34회 금마장과 제17회 홍콩 영화 금상장에서 최우수 남우주연상을 수상한 "해피 투게더 (1997년 영화)"를 포함한 영화를 제작했다. 그의 가장 큰 업적 중 하나는 "패왕별희 (영화)"로 1993년 칸 영화제에서 황금종려상을 수상한 것인데, 이는 이 상을 수상한 유일한 홍콩 영화이다.

### 법과 질서
1999년, 홍콩 종심법원은 본토에서 태어난 아이들도 부모 중 한 명이 홍콩 영주권자일 경우 홍콩 영주권을 받을 자격이 있다고 판결했다. 이 결정은 정부의 기본법 재해석으로 이어졌고, 판결을 뒤집어 자녀의 출생 당시 부모가 홍콩 영주권자여야만 거주권을 양도할 수 있다고 결정했다.

## 경제

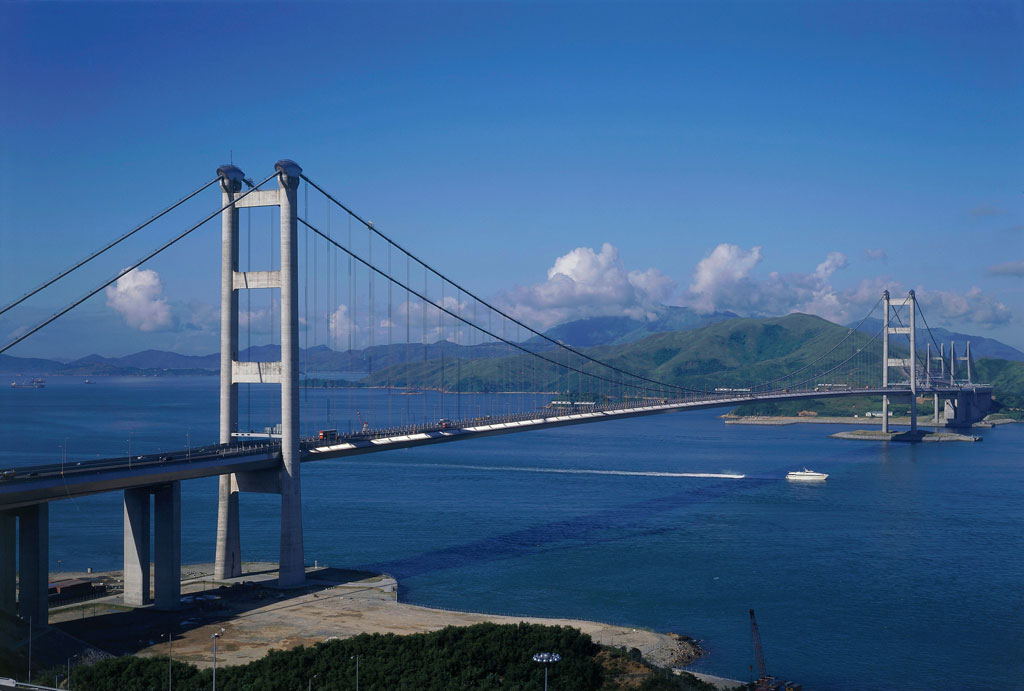
칭마 대교, 1997년 개통

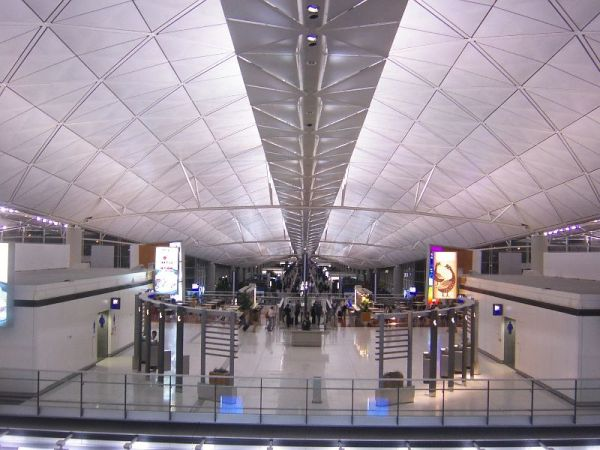
신 홍콩 국제공항, 1998년 개항

### 금융
1997년 7월 반환 3개월 후, 홍콩은 1997년 아시아 금융 위기에 휘말렸다. 한때 주식시장은 일주일 만에 22.8% 하락했다. 1997년 여름부터 1998년까지 항셍지수의 주요 주식은 가치의 거의 2⁄3을 잃었다. 정부는 수십억 달러 상당의 주식을 매수하여 개입해야 했다. 이는 시장 붕괴를 막고 홍콩 달러가 미국 달러에 대한 페그제에서 벗어나지 않도록 하는 데 도움이 되었을지 모르지만, 홍콩의 자유 시장 경제 지위를 훼손한다는 비판을 널리 받았다.
1997년 아시아에서 대규모 금융 위기가 발생하여 인도네시아, 대한민국, 태국이 가장 큰 영향을 받았다. 홍콩 또한 적당한 경제적 손실을 입었다. 홍콩은 주식 시장에서 하루 약 0.1%의 하락을 겪었다. 그러나 견고하고 잘 조직된 은행 시스템, 효과적인 청산법, 그리고 좋은 규제 인프라 덕분에 홍콩은 최소한의 손실을 입었다. 따라서 미국 억만장자 투자자 조지 소로스의 공격에도 불구하고 홍콩 달러와 항셍지수의 변동은 최소화되었다.

### 제조업 부문
1990년대 동안 홍콩의 제조업 부문은 운송비, 인건비, 임대료 등 제조 비용 증가로 인해 위축되었다. 홍콩 입법회 사무국의 통계에 따르면, 1990년부터 1998년까지 제조업 부문의 신규 설립은 50% 이상 감소했으며, 해당 부문의 고용은 거의 65% 감소했다. 또한, 제조업 부문이 국내총생산에서 차지하는 비중은 1990년 거의 18%에서 1997년 7% 미만으로 감소했다. 이는 1990년대 내내 홍콩의 경제 시스템에 전환이 일어나고 있으며 제조업 부문에 대한 의존도가 낮아지고 있음을 보여주었다. 홍콩은 1990년대 이후 점차 금융 관련 산업에서 지배적인 위치를 차지하기 시작했다.

### 부동산
1998년, 정부의 주택 정책으로 인해 부동산 거품이 터졌지만, 1997년 아시아 금융 위기도 일부 영향을 미쳤다. 홍콩 특별행정구 초대 행정장관인 둥젠화가 취임하면서 연간 85,000채의 아파트 건설과 공공 주택 대기 시간 7년에서 3년으로 단축을 발표했다. 이러한 요인들이 복합적으로 작용하여 홍콩은 1967년 이후 가장 심각한 경기 침체를 겪게 되었는데, 1967년은 재정 준비금을 인프라와 구조적 적자에 사용한 야심찬 정부 프로젝트의 해였다.

### 교통
1998년에 카이탁 공항이 폐쇄되었다. 200억 미국 달러 규모의 새로운 홍콩 국제공항이 상업적으로 사용되기 시작했다. 초기 운영은 모든 가능한 기능에 최첨단 컴퓨터 시스템을 사용했기 때문에 어려웠다. 공항의 규모 또한 공항 관리국의 많은 혁신적인 해결책을 필요로 했다. 시간이 지남에 따라 이 공항은 극동 지역의 많은 항공편의 중심 연결 지점이 되었다.
외딴 공항 부지를 도시와 연결하는 란타우 연결도로의 일부인 칭마 대교는 1997년 4월 27일 개통 당시 세계에서 두 번째로 큰 현수교였다. 1,377 m (4,518 ft)에 걸쳐 있으며, 철도 교통을 운반하는 모든 다리 중 가장 크다.
둥충 및 홍콩 공항철도 홍콩 지하철 노선은 1998년에 개통되었다.
1990년대에 완공된 다른 주요 교통 프로젝트로는 테이트스 캐런 터널 (1991), 산틴 고속도로 (1993), 위안랑 고속도로 (1993), 북란타우 고속도로 (1997), 캅수이문 대교 (1997), 웨스턴 하버 크로싱 (1997), 그리고 타이람 터널 (1998)이 있다. 이 중 많은 부분이 공항 프로젝트 또는 신계 순환 고속도로 완공과 관련이 있었다.